# Майор (Велика Британія)
Майор (англ. Major, скорочення Maj) — військове звання яке використовують у британській армії та Королівській морській піхоті. Звання йде після капітана та перед званням підполковник. Відзнакою майора є корона. У Королівському флоту цьому званню відповідає звання лейтенант-командер, а у Королівських ВПС — сквадрон-лідер.

## Історія
З часів Наполеонівських війн, піхотний батальйон зазвичай мав двох майорів, які мали звання «старший майор» та «молодший майор». Старший майор фактично діяв як заступник командира, і майори часто командували загонами з двох або більше рот, які відокремлені від основного корпусу. Заступник командира батальйону або полку також мав звання майор.

Відзнака на комірці з 1856 по 1867
Відзнака на комірці з 1867 по 1880
Наплічна відзнака з 1881 по 1902

Під час Першої світової війни майори носили такі значки на манжетах:

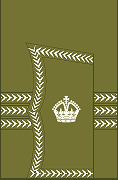
Нарукавна відзнака з 1902 по 1920 (загальне зображення)
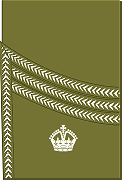
Нарукавна відзнака з 1902 по 1920 (шотландське зображення)

Під час Першої світової війни, деякі офіцери одягали форму зі знаками на плечах, тому що через знаки на манжетах робили їх помітними для снайперів. Спочатку це практикувалося лише на фронті, але з 1917 вони стали офіційною альтернативою, а з 1920 наплічні знаки стали офіційними замінивши відзнаки на манжетах.
З 1 квітня 1918 до 31 липня 1919 Королівські військово-повітряні сили зберігали звання майора. Пізніше воно було замінено на лідера ескадрильї (англ. squadron leader).
Протягом Першої світової війни, майори зазвичай командували незалежними ротами, ескадронами та батареями, але тими підрозділами, які органічно входили до складу полку або батальйону, як і раніше зазвичай командували капітани. Після Першої світової війни, звання майор стали давати офіцерам які командували будь-якими ротами, ескадронами та батареями. У британській армії 21-го століття офіцери зазвичай отримують звання після восьми-десяти років служби. Зазвичай майор командує підрозділом чисельність якого складається зі 120 або менше військовослужбовців з кількома молодшими офіцерами.